# DECO*27 VOCALOID COLLECTION 2008〜2012
『DECO*27 VOCALOID COLLECTION 2008〜2012』（デコ・ニーナ・ボーカロイド・コレクション-）は、DECO*27のベスト・アルバム。2013年12月18日にU/M/A/Aから発売された。
デビュー5周年に発売された初のベスト・アルバム。2008年から2012年までの5年間に発表された楽曲の中から、動画投稿サイト「ニコニコ動画」などで人気を博したボーカロイド曲を収録している。通常盤は1枚組、初回盤と数量生産限定盤は2枚組（合計27曲）＋DVDの構成となっている。収録にあたって、全曲リマスタリングが施されている。
新曲として、1stメジャーアルバムに収録された「愛言葉」の続編「愛言葉II」と、2ndメジャーアルバム「愛迷エレジー」の表題曲の初音ミクリアレンジバージョンが収録される。（なお、直前に発表された楽曲「妄想税」は本作には収録されず、次作のオリジナルアルバム「Conti New」に収録された。）

## 収録曲
全作詞・作曲・編曲：DECO*27
歌唱：初音ミク（Disc1：M1-M10、M14　Disc2：M1-M11）、GUMI（Disc1：M11-M13　Disc2：M12、M13）
CD1（全形態共通）
1. 愛言葉
2nd同人アルバム「No You, No Me」、1stメジャーアルバム「相愛性理論」収録曲。
2. 僕みたいな君、君みたいな僕。
1stメジャーアルバム「相愛性理論」のバージョンが収録された。
3. 相愛性理論
1stメジャーアルバム「相愛性理論」のバージョンが収録された。
4. 心壊サミット
1stメジャーアルバム「相愛性理論」のバージョンが収録された。
5. 罪と罰
3rd同人アルバム「ラヴゲイザー」、1stメジャーアルバム「相愛性理論」収録曲。
6. ゆめゆめ
3rdシングル。
7. むかしむかしのきょうのぼく
2ndメジャーアルバム「愛迷エレジー」収録曲。
8. 二息歩行
2nd同人アルバム「No You, No Me」、1stメジャーアルバム「相愛性理論」収録曲。
9. キミ以上、ボク未満。
3rd同人アルバム「ラヴゲイザー」、1stメジャーアルバム「相愛性理論」収録曲。
10. 愛迷エレジー
2ndメジャーアルバム「愛迷エレジー」表題曲のリアレンジバージョン。のちにニコニコ動画に投稿された。
11. モザイクロール
4th同人アルバム「パラヴレルワールド」、2ndメジャーアルバム「愛迷エレジー」(iTunes Store盤)収録曲。
12. 弱虫モンブラン
4th同人アルバム「パラヴレルワールド」、2ndメジャーアルバム「愛迷エレジー」(iTunes Store盤)収録曲。
13. ペダルハート
1stシングル通常盤のカップリング曲。
14. 愛言葉II
新曲。

CD2（初回盤・数量限定盤のみ）
1. 砂時計
1stシングルカップリング曲、3rdメジャーアルバム「ラブカレンダー」収録曲の初音ミク歌唱バージョン。
2. 恋距離遠愛
2ndシングル表題曲、3rdメジャーアルバム「ラブカレンダー」収録曲の初音ミク歌唱バージョン。
3. ハルイチ。
1stメジャーアルバム「相愛性理論」のバージョンが収録された。
4. オートスコピー
2nd同人アルバム「No You, No Me」収録曲。
5. 隠恋慕
2nd同人アルバム「No You, No Me」収録曲。
6. No You, No Me
2nd同人アルバム「No You, No Me」収録曲。
7. 愛 think so,
3rd同人アルバム「ラヴゲイザー」、1stメジャーアルバム「相愛性理論」収録曲。
8. ダミーダミー
3rd同人アルバム「ラヴゲイザー」収録曲。
9. ラヴゲイザー
3rd同人アルバム「ラヴゲイザー」収録曲。
10. 帰想本能
3rd同人アルバム「ラヴゲイザー」のバージョンが収録された。
11. ショコラビーツ
2ndメジャーアルバム「愛迷エレジー」収録曲。
12. リノリウム
4th同人アルバム「パラヴレルワールド」収録曲。
13. 僕の名前は
4th同人アルバム「パラヴレルワールド」収録曲。のちにニコニコ動画に投稿された。

DVD（初回盤・数量限定盤のみ）
1. モザイクロール
2. 相愛性理論
3. 弱虫モンブラン
4. トリノアイウタ
5. No You, No Me
6. 愛 think so,
7. ペダルハート
8. むかしむかしのきょうのぼく
9. ゆめゆめ